# Małkinia Górna
Małkinia Górna è un comune rurale polacco del distretto di Ostrów Mazowiecka, nel voivodato della Masovia.
Ricopre una superficie di 134,08 km² e nel 2004 contava 12 296 abitanti.
All'interno di questo comune vi è il sito del campo di sterminio di Treblinka, nel quale i nazisti uccisero centinaia di migliaia di persone tra il 1942 e il 1943.